# Moraal, Rechtvaardigheid en Vrede
Moraal, Rechtvaardigheid en Vrede, kortweg MRV, was een Belgische pluralistische politieke partij die deelnam aan de Vlaamse verkiezingen van 2004 (600 voorkeurstemmen) en de federale verkiezingen van 2007 in de kieskring Oost-Vlaanderen. Partijvoorzitter was Malik-al-Asmar.